# Арсьеро
Арсьеро (итал. Arsiero) — коммуна в Италии, располагается в провинции Виченца области Венеция.
Население составляет 3392 человек, плотность населения — 81 чел./км². Занимает площадь 41 км². Почтовый индекс — 36011. Телефонный код — 00445.
Покровителем города считается Архангел Михаил. Праздник города ежегодно празднуется 29 сентября.